# Шатровий стиль

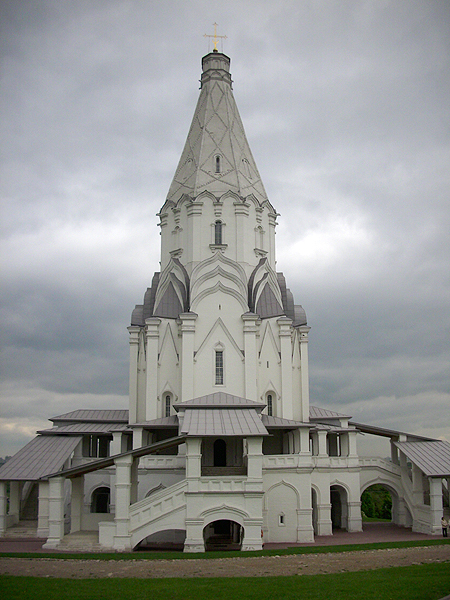
Церква Вознесіння у Коломенському, 1532 рік

Шатрови́й стиль — архітектурний стиль у Московії XVI — XVII століть, створений італійськими митцями. Його характерною особливістю є відмова від хрещато-баневої системи. У шатрових храмах все навантаження розраховано на стіни храму, так званий принцип «восьмерик на четверику», а завершенням композиції править шатро з маківкою. Один із найдавніших зразків — Церква Вознесіння в Коломенському за проектом італійського архітектора П'єтро Аннібале.

## Шатрові храми в Московському царстві
Розквіт конструкції кам'яних храмів у Московському царстві в середині XVI ст. після стилю хрестових-купольних храмів виявився у виникненні нового стилю — шатрового будівництва, заснованого на національних традиціях дерев'яного зодчества, різьблення, вишивки, розпису. На відміну від хрестово-купольних храмів шатрові не мають всередині стовпів і вся маса будівлі тримається лише на фундаменті. Підстава шатра — звичайно восьмигранне — частіше спирається на квадратний у плані об'єм.
Одними з перших пам'яток цього стилю є Покровська церква в Олександрівській слободі (нині місті Олександрів), побудована близько 1513 р., церква Вознесіння в селі Коломенському, побудована в 1532 р. за наказом великого князя Василя III, на честь народження в нього сина Івана, майбутнього царя Івана Грозного.
У XVII столітті розвиток шатрової архітектури був припинений патріархом Никоном.

## Шатровий стиль в Україні
Храмова шатрова архітектура була поширена майже виключно лише на великоросійських землях. На теренах тодішньої Гетьманщини цей стиль практично невідомий (окрім Варваринської дзвіниці в Китайгороді[джерело не вказане 1215 днів]). Але шатрові дзвіниці існували при київських храмах Іллі та Миколи Доброго, така ж утрачена дзвіниця знищеної Успенської церкви в с. Баришівка (всі — XVIII ст.). На Слобожанщині — дзвіниці Покровського собору в Харкові (1689), Мовчанського монастиря в Путивлі (бл. 1700) та ще одна, втрачена — при Воскресенській церкві в Сумах (1702)[джерело не вказане 1215 днів].

## Галерея

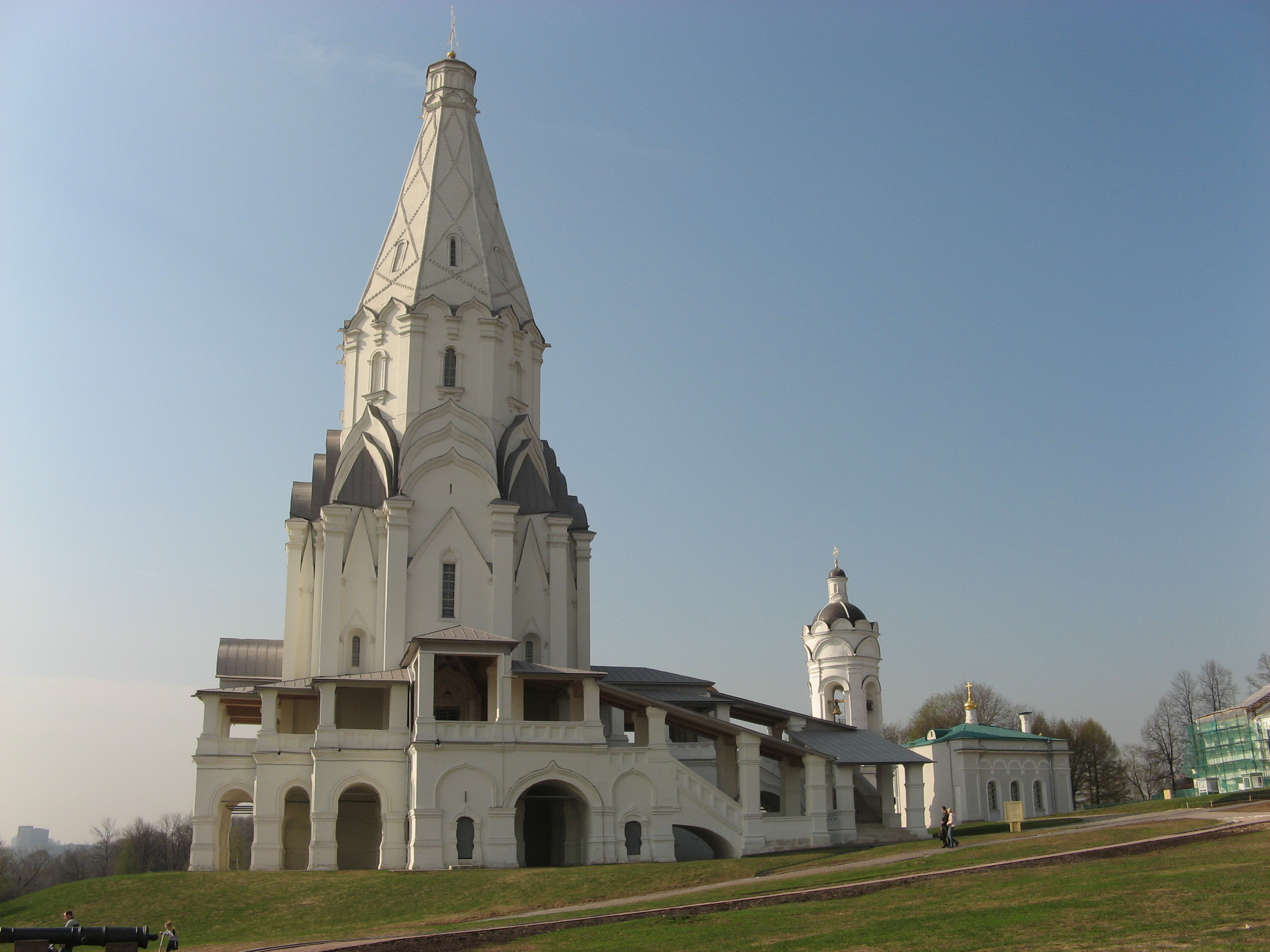
Церква Вознесіння в Коломенському біля Москви
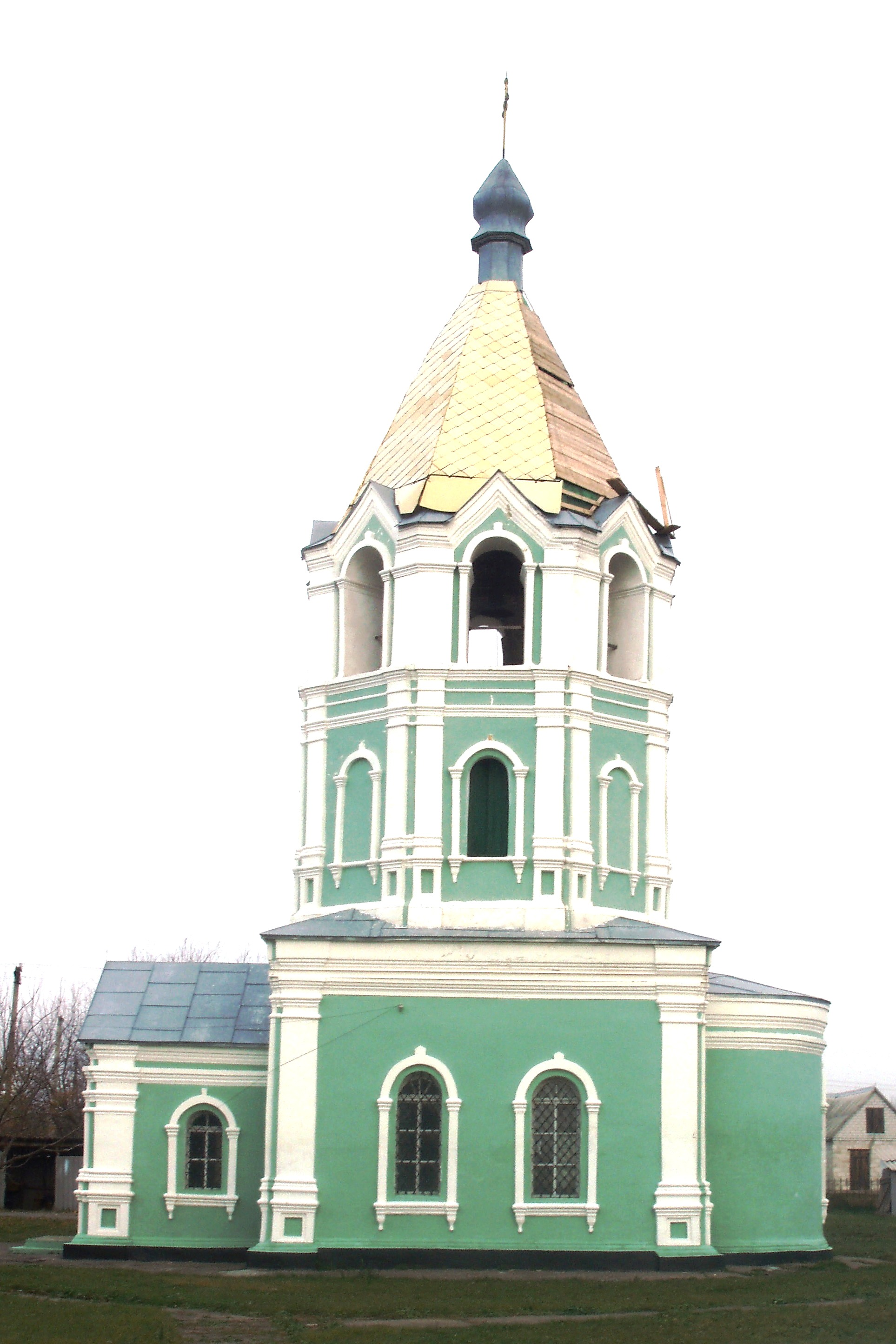
Храмова шатрова архітектура у св. Варваринській церкві в Китайгороді
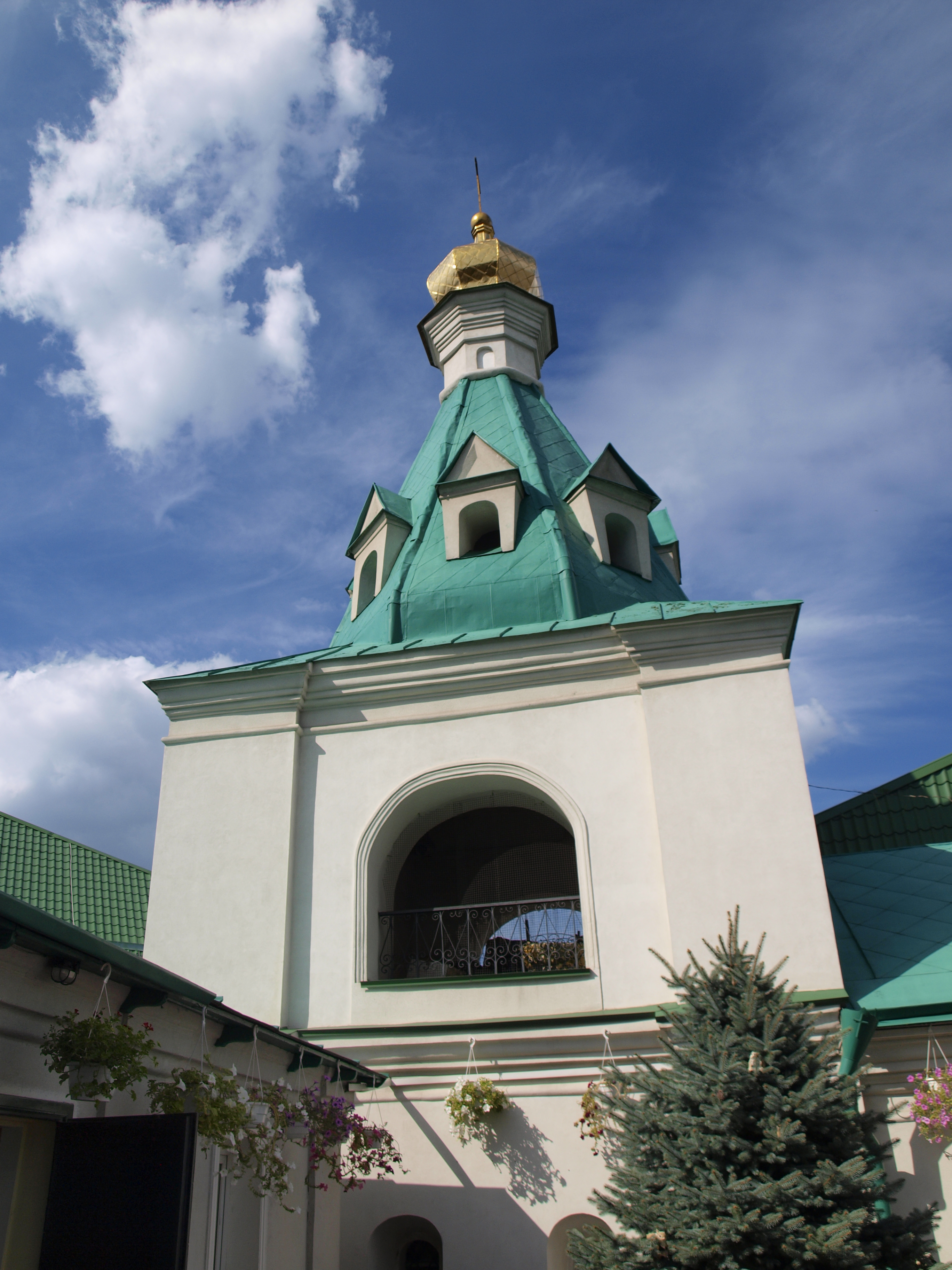
Шатрова дзвіниця, Іллінська церква, Київ
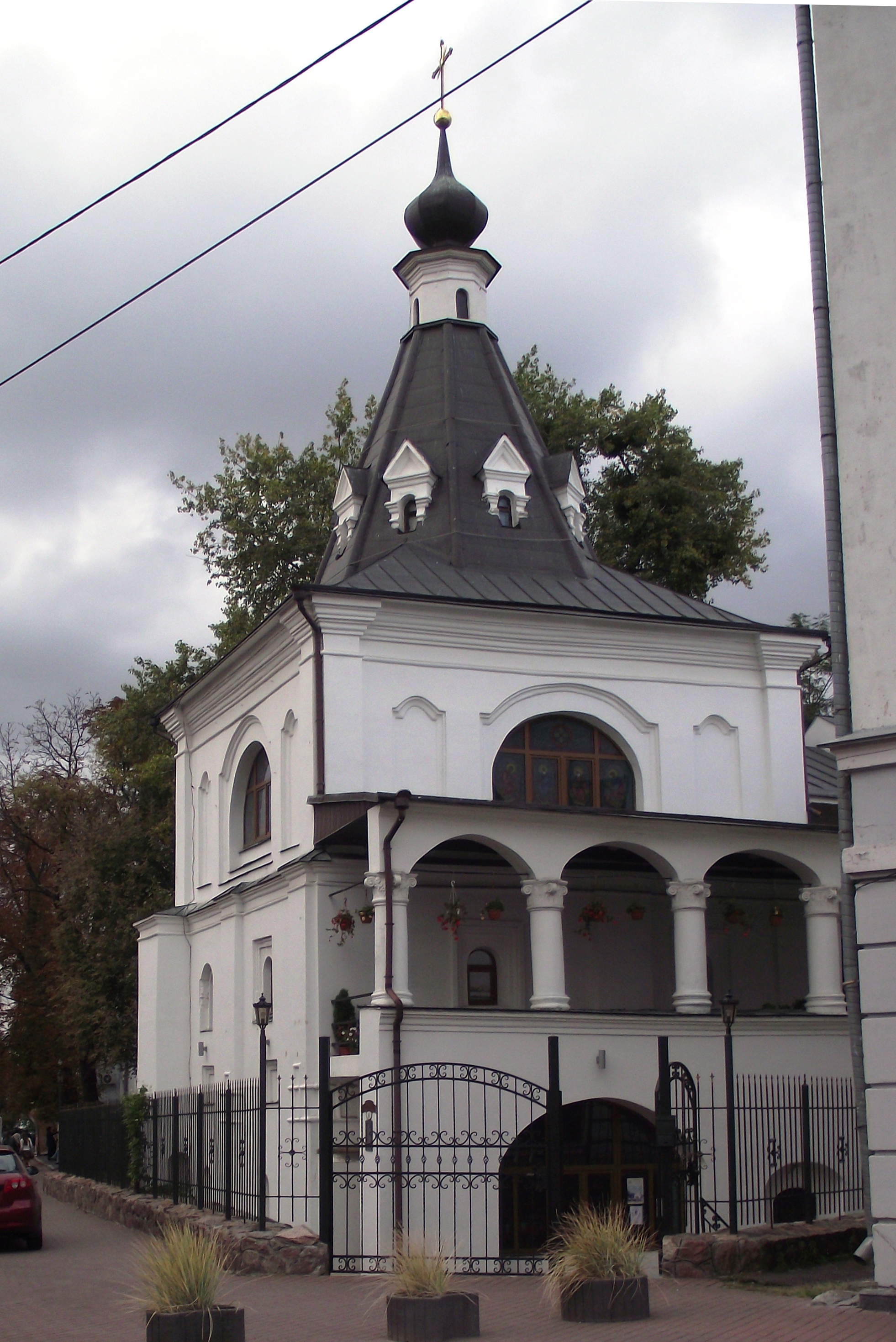
Шатрова дзвіниця, Церква Миколи Доброго, Київ
Шатрова надбрамна дзвіниця, Мовчанський монастир у Путивлі